# Bitka pri Hajroneji
Bitka pri Hajroneji je bila bitka, ki je potekala 2. avgusta 338 pr. n. št. pri Hajroneji med Makedonci (Filip II. Makedonski) in grško koalicijo (Atene, Tebe, Beocija). 
Bitka pri Hajroneji je bila najpomembnejša bitka pri Filipovem osvajanju Grčije, saj je s tem utrdil makedonsko hegemonijo in hkrati uničil atensko demokracijo; hkrati velja tudi za najboljšo Filipovo bitko.

## Predhodno dogajanje
Bitka pri Hajroneji je bila neposredna naslednica bitke pri Amfisi, v kateri so Makedonci premagali grško koalicijo; preživeli Grki so se nato umaknili v Hajronejo.

## Uvod v bitko
Filip je vodil vojsko 30.000 pešakov in 2.000 konjenikov, ki jih je vodil njegov sin in naslednik Aleksander. Bojni razpored je bil sledeč: 
- levo krilo je predstavljala 2000 glava konjenica (glavnino je predstavljala tovariška konjenica),
- center je zajemal makedonsko falango,
- desno krilo so predstavljali hipaspisti pod neposrednim poveljstvom Filipa ter
- rezerva, ki je zajemala lahko pehoto.

Nasproti jim je prišla vojska Aten in zaveznic (Tebe in Beotijci), ki je štela 37.000 pešakov (grška falanga) in 2.000 konjenikov. Njihov bojni razpored je bil sledeč:
- levo krilo: 10.000 Atencev
- center: 15.000 pešakov in 600 konjenikov atenskih zaveznic in najemnikov
- desno krilo: 12.000 tebanskih pešakov in 800 konjenikov
- skrajno desno krilo: 300 Tebancev (sveta enota Teb)
- rezerva: 300 konjenikov

## Potek bitke
Obe vojski sta se istočasno pognali druga proti drugi. Makedonsko levo krilo (Aleksander) je odbilo napad svete enote, medtem ko se je makedonsko (desno) krilo (Filip) začelo navidezno urejeno umikati, medtem ko so jim Grki sledili v prepričanju, da zmagujejo. To zasledovanje je trajalo toliko časa, da je grško desno krilo izgubilo stik s svojim centrom in da je med obema enotama nastala široka vrzel. Takrat je Aleksander povlekel konjenico nazaj v zaledje makedonskega centra in vpadel v nastalo vrzel, nakar mu je takoj sledila tudi falanga. 
Istočasno so hipaspisti prenehali umik in napadli Grke, ki so se tako znašli med dvema sovražnikoma. Zajela jih je panika in so pod hudim pritiskom hipaspistov in velikimi žrtvami zapustili bojišče in prepustili Tebance usodi, ki so ostali. Trenutno makedonsko levo krilo (izvirno center) in konjenica sta tako skupno napadla preostale Tebance in jih popolnoma porazila; slavna sveta enota Teb se je obkoljena borila do zadnjega, tako da je celotna enota padla na bojišču.
Filip je takoj po zmagi ukazal, naj se bitka preneha in da se pusti pri miru bežeče Grke.
Okoli 2.000 Grkov je bilo zajetih.

## Po bitki
Bitka je bila posledica izjemne Filipove taktike in dobrega Aleksandrovega posredovanja; ta bitka je še enkrat dokazala, da se bitke odločijo na krilih in ne v centru.
Filipov glavni cilj te bitke je bila podreditev Aten in ne njihovo uničenje, kar mu je uspelo. Grki, proti katerim se je boril, so se nato večinoma pridružili njegovi vojski pri nadaljnjem osvajanju, posebej Male Azije, ko so se kot veterani posebej izkazali.
Po bitki je Filip ukazal obredno sežgati in tako počastiti vse padle, tudi Grke; bogovom je daroval zahvalne daritve. Zbrani pepel Atencev je Aleksander sam pospremil v Atene kot simbol njihovega junaštva in žrtve; takrat je bilo prvič in zadnjič, da je vstopil v mesto, ki ga je tako cenil.